# Zemisia
Zemisia, rod glavočika cjevnjača u podtribusu Senecioniinae, tribus Senecioneae. Opisan je 2006 godine kao monotipičan s vrstom Z. discolor, endem s Jamajke. Godine 2018. u njega je uključena i srednjoamerička vrsta Z. thomasii izdvajanjem iz roda Senecio (kostriš)
Rod je opisan u Compositae Newsletter 44: 71–72, f.7. 2006.

## Vrste
1. Zemisia discolor (Sw.) B.Nord.
2. Zemisia thomasii (Klatt) Pruski